# Koi no Dance Site
Koi no Dance Site (恋のダンスサイト) è un brano musicale del gruppo femminile giapponese Morning Musume, pubblicato nel 2000 come singolo estratto dall'album 3rd: Love Paradise.

## Tracce
1. Koi no Dance Site (恋のダンスサイト) - 4:29
2. Koi wa Rock 'n' Roll (恋はロケンロー) - 5:08
3. Koi no Dance Site (Instrumental) (恋のダンスサイト (Instrumental)) - 4:25